# Scamandra hermione
Scamandra hermione är en insektsart som beskrevs av Stsl 1864. Scamandra hermione ingår i släktet Scamandra och familjen lyktstritar. Inga underarter finns listade i Catalogue of Life.